# 普卡蘭拉山
9°23′30″S 77°21′3″W / 9.39167°S 77.35083°W

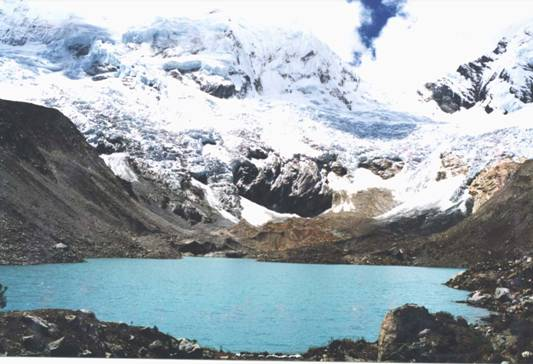

普卡蘭拉山（西班牙語：Pucaranra），是秘魯的湖泊，位於該國北部安卡什大區，屬於安第斯山脈中布蘭卡山脈的一部分，海拔高度6,147米，人類在1948年首次登頂。